# Metamblyops philippinensis
Metamblyops philippinensis är en kräftdjursart som först beskrevs av W. M. Tattersall 1951.  Metamblyops philippinensis ingår i släktet Metamblyops och familjen Mysidae. Inga underarter finns listade i Catalogue of Life.